# قائمة الحائزين على وسام الاستحقاق في براندنبورغ

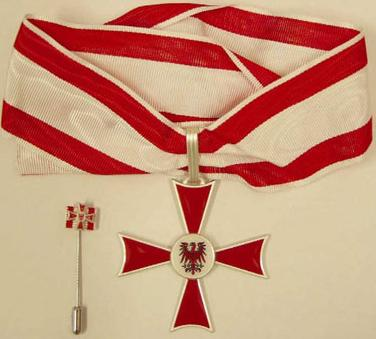
وسام الاستحقاق في براندنبورغ

تُظهر هذه القائمة حاملي وسام الاستحقاق في براندنبورغ. تم تسليم الجائزة لأول مرة في 14 يونيو 2005. رئيس وزراء ولاية براندنبورغ حائز بحكم منصبه على وسام الاستحقاق. بناءً على جائزة بروسية سابقة، يُشار إلى الوسام أحيانًا باسم نيشان النسر الأحمر.

## 2005
- كاثرين بورون (مواليد 1969)، بطلة التجديف الأولمبية (تم منحها في 14. يونيو 2005)
- غونتر دي برين (1926-2020)، المؤلف (تم منحه في 14. يونيو 2005)
- رولف إمرمان (مواليد 1940) سابقًا رئيس مركز العلوم الجيولوجية الألماني (جيه إف زد) (تم منحه في 14. يونيو 2005)
- هانز-جواكيم غيرسبرغ (1938-2014)، المدير العام لمؤسسة Prussian Palaces and Gardens Foundation (تم منحها في 14. يونيو 2005)
- يورغن هيلمداخ (مواليد 1939)، رئيس إطفاء الدولة (تم منحه في 14. يونيو 2005)
- هيلجا لوثر، مبادرة لدعم سجناء رافينسبروك السابقين (مُنحت في 14. يونيو 2005)
- إدلغارد نوكيرش، المؤسس المشارك لمجموعة العمل الحكومية لتعزيز المساعدة الذاتية (تم منحها في 14. يونيو 2005)
- روزويثا بيرلويتز، طبيبة في مجال الطب النفسي للأطفال والمراهقين (تم منحها في 14. يونيو 2005)
- جوتا كووس (مواليد 1957)، رئيسة جمعية نساء الريف في براندنبورغ (تم منحها في 14. يونيو 2005)
- جيرولد شيلستيد، رجل أعمال (حصل على جائزة 14. يونيو 2005)
- ألبريشت شونهير (1911-2009)، أسقف متقاعد (تم منحه في 14. يونيو 2005)
- بيرند شرودر (مواليد 1942)، المدير الفني لفريق بوتسدام لكرة القدم للسيدات (حصل على جائزة 14. يونيو 2005)
- هاينز سيلمان (1917-2006)، صانع أفلام حيوانات ومؤلف (حصل على جائزة في 14. يونيو 2005)
- مايكل سوكو (* 1941)، مدير الإنشاءات بوكالة الدولة للمناطق المحمية الكبيرة (تم منحه في 14. يونيو 2005)
- وولف فيجنر (* 1933)، رئيس ADAC في برلين براندنبورغ (تم منحه في 14. يونيو 2005)
- مانفريد ويربان، رئيس محمية سبريوالد للمحيط الحيوي (مُنحت في 14. يونيو 2005)
- ماتياس بلاتزيك (مواليد 1953)، بحكم منصبه كرئيس للوزراء، فهو حائز على رتبة.

## 2006
- كيس بيركوير (* 1928)، مفوض الأجانب في منطقة بوتسدام-ميتلمارك (تم منحه في 14. يونيو 2006)
- أنيت فلايد، راعية ووسيط (تُمنح في 14. يونيو 2006)
- غيرد هاينريش (1931-2012)، رئيس المجلس الاستشاري العلمي لدار براندنبورغ-البروسي للتاريخ والعضو الفخري لجمعية الدولة التاريخية لمارك براندنبورغ (مُنحت في 14. يونيو 2006)
- رولف كون (* 1946)، المدير الإداري لـIBA Fürst-Pückler-Land (تم منحه في 14. يونيو 2006)
- جوتا لاو (مواليد 1955)، مدرب وطني في الاتحاد الألماني للتجديف (تم منحه في 14. يونيو 2006)
- هارالد لاكس، العضو المنتدب لشركة Reiss Büromöbel (تم منحه في 14. يونيو 2006)
- فريد لوس، متبرع بالدم (تم منحه في 14. يونيو 2006)
- سيغفريد ماتيوس (1934-2021)، ملحن (تم منحه في 14. يونيو 2006)
- فيرنر أوتو (1909-2011)، رجل أعمال وراعي (تم منحه في 11. أغسطس 2006)
- هيلموت ريلين (مواليد 1934)، أمين دير كاتدرائية براندنبورغ (تم منحه في 14. يونيو 2006)
- آن ماري ريتيج، راعية (مُنحت في 14. يونيو 2006)
- Hermann Freiherr von Richthofen (1933-2021)، مفوض رئيس الوزراء للتعاون مع بولندا (تم منحه في 14. يونيو 2006)
- هيلموث ريستوك، المدير الإداري لشركة Rhinmilch Agrar GmbH Fehrbellin و Rhinmilch GmbH و Linumer Agrargesellschaft (تم منحها في 14. يونيو 2006)
- كارل غوتفخيد ريشك، الرئيس التنفيذي لشركة LBS Ostdeutsche Landesbausparkasse AG (تم منحها في 14. يونيو 2006)
- إديث سبارمان، ضابطة فخرية (مُنحت في 14. يونيو 2006)
- مانفريد ستولب (1936-2019)، رئيس الوزراء والوزير الاتحادي السابق. د. (تم منحه في 14. يونيو 2006)
- كلاوس فينديك (مواليد 1941)، رائد أعمال، رئيس غرفة الحرف اليدوية في بوتسدام (تم منحه في 14. يونيو 2006)
- غونتر وولف، ضابط فخري (مُنح في 14. يونيو 2006)

## 2007
- ألموث بيرجر (مواليد 1943)، المفوض الأجنبي لولاية براندنبورغ (تم منحه في 13. يونيو 2007)
- روث كورنيلسن (مواليد 1928)، مؤسسة (تم منحها في 13. يونيو 2007)
- باتشيفا دغان (مواليد 1925)، عالم نفس، إسرائيل (مُنح في 25. أبريل 2007)
- يورغن إيشيرت (* 1941)، رئيس نادي بوتسدام للزورق (تم منحه في 13. يونيو 2007)
- هانز بيتر فون كيرشباخ (مواليد 1941)، المفتش العام السابق للبوندسوير (تم منحه في 13. يونيو 2007)
- جيزيلا كورز، المؤسس المشارك لمجموعة عمل النصب التذكاري ومكان الاجتماع لسجن KGB السابق (تم منحه في 13. يونيو 2007)
- مانفريد كورزر (مواليد 1970)، هداف وبطل أولمبي (تم منحه في 13. يونيو 2007)
- آرثر لابرنز، رئيس نادي Rühstädt Stork Club (تم منحه في 13. يونيو 2007)
- أبرام لانكمان، لجنة ساكسنهاوزن، إسرائيل أبريل 2007)
- Wolfgang Loschelder (1940-2013)، عميد سابق لجامعة بوتسدام (1995-2006) ورئيس مؤتمر عمداء ولاية براندنبورغ (تم منحه في 13. يونيو 2007)
- نوربرت أوهست، رجل أعمال (حصل على جائزة 13. يونيو 2007)
- جيزيلا أوتو، رئيسة حملة التبرع بنخاع العظام في براندنبورغ - برلين (تم منحها في 13. يونيو 2007)
- هانا بيك-جوسلار (مواليد 1928)، شاهد معاصر، إسرائيل (مُنحت في 25. أبريل 2007)
- هاسو بلاتنر (مواليد 1944)، المؤسس المشارك لشركة البرمجيات SAP ومؤسس معهد هاسو بلاتنر (حصل عليه في 26. تشرين الثاني (نوفمبر) 2007)
- يورغ شونبوم (1937-2019)، وزير الداخلية (تم منحه في 3. سبتمبر 2007)
- جوتا شوتز، مديرة مأوى راثناو للحيوانات (تم منحها في 13. يونيو 2007)
- رودولف فون ثادون (1932-2015)، مؤرخ ومؤسس مشارك لمؤسسة Genshagen Foundation (تم منحها في 13. يونيو 2007)

## 2008
- هانز ديتريش فيبيج، رئيس اتحاد الرياضة بالولاية (تم منحه في 13. يونيو 2008)
- وولفجانج همبل (* 1931)، البادئ بمحادثات جروس نويندورفر الحدودية (مُنحت في 13. يونيو 2008)
- ريجين ونوربرت هوفمان، إنجاز غير عادي في الحياة في تنشئة 15 طفلاً (تم منحه في 13. يونيو 2008)
- إليزابيث جاغر (1924-2019)، صحفية، مناهضة للفاشية، ناجية من محتشد اعتقال رافينسبروك (مُنحت في 13. يونيو 2008)
- إيفلين جوبين، مؤسس جمعية الأرض المحروقة (تم منحها في 13. يونيو 2008)
- باربرا جانج (* 1943) وينفريد جانج (* 1935)، مدراء يموت مشروع فيلم وثائقي كيندر فون Golzow (منحت في 13. يونيو 2008)
- ديتر كارتمان، مؤسس Bürgerbund Nordheim 91 (تم منحه في 13. يونيو 2008)
- رولف ميتزنر، المدير المؤسس لجامعة بوتسدام (تم منحه في 13. يونيو 2008)
- Hans Joachim Schellnhuber (مواليد 1950)، المدير المؤسس لمعهد بوتسدام لأبحاث تأثير المناخ (مُنح في 13. يونيو 2008)
- بينيديكت شيرج، المتحدث باسم مبادرة المواطنين «فراي هايده» (تم منحها في 13. يونيو 2008)
- فولكر شلوندورف (مواليد 1939)، مخرج سابق العضو المنتدب لاستوديو بابلسبيرج (تم منحه في 13. يونيو 2008)
- Hubert Schrödinger، العضو المنتدب لشركة LEIPA Georg Leinfelder GmbH (تم منحها بتاريخ 13. يونيو 2008)
- رينات سيدل، رئيسة جمعية حماية الحيوان بولاية براندنبورغ (مُنحت في 13. يونيو 2008)
- هانيلور ستير (مواليد 1943)، رئيس التحرير السابق لمجلة Landeswelle Antenne Brandenburg (تم منحها في 13. يونيو 2008)
- بيرجيت أولورم، رئيس مكتب الرابطة الوطنية لمجموعات المساعدة الذاتية للآباء غير المتزوجين (تم منحها في 13. يونيو 2008)

## 2009
- Günter Albrecht (* 1941)، مؤسس "Network Initiative Engine Technology" (مُنحت في 12. يونيو 2009)
- رولف ديتر أمند (مواليد 1949)، البطل الأولمبي في سباق الزوارق ومدرب الزورق (حصل على جائزة 12. يونيو 2009)
- هانز أوتو براوتيجام (* 1931)، وزير العدل والشؤون الفيدرالية والأوروبية في براندنبورغ من 1990 إلى 1999 (تم منحه في 12. يونيو 2009)
- كلاوس ايشلر، سابق رئيس قسم في وزارة البناء، خدمات التنمية الحضرية والحفاظ على هياكل المباني التاريخية (تم منحها بتاريخ 12. يونيو 2009)
- Gudrun Heydeck، التزام متميز بصفته عرابة في شبكة Eberswalde "Healthy Children" (تم منحه في 12. يونيو 2009)
- هارتمان كلاينر (حصل على جائزة 20. يناير 2009)
- هاري مولر (مواليد 1946)، عمدة Luckau لما يقرب من 20 عامًا (تم منحه في 12. يونيو 2009)
- هيلديجارد بيتر (مواليد 1929)، مدربة ألعاب القوى الشابة لما يقرب من 50 عامًا في Guben (تم منحها في 12. يونيو 2009)
- Günter Pick، مستشار منذ عام 1992 لإعادة توطين العديد من المواقع، لا سيما في منطقة تعدين Lusatian lignite، بما في ذلك Horno (تم منحه في 12. يونيو 2009)
- هانو شميت (مواليد 1942)، معلم، مؤسس مشارك لمتحف روشو في ريكهان (تم منحه في 12. يونيو 2009)
- مايكل شونبيرج (مواليد 1949)، رجل أعمال في بريمنتس (تم منحه في 12. يونيو 2009)
- مونيكا والتر (مواليد 1939)، مستشارة الديون في خدمة البطالة في شتراوسبرغ (تم منحها في 12. يونيو 2009)
- بيرند ويفلمير (مواليد 1940)، أستاذ فخري في جامعة السينما والتلفزيون «كونراد وولف»، قائد ومؤلف موسيقي (حصل على جائزة 12. يونيو 2009)
- إبرهارد ويتشينهان (1948-2014)، رئيس الرابطة الوطنية للصيادين (تم منحها في 12. يونيو 2009)

## 2010
- فيرنر بادر (1922-2014)، رئيس جمعية مارك براندنبورغ الثقافية (تم منحها في 14. يونيو 2010)
- Hinrich Enderlein (* 1941)، وزير العلوم والبحوث والثقافة السابق في براندنبورغ (تم منحه في 14. يونيو 2010)
- سقراط جياباس (1937-2020)، رجل أعمال (حصل على جائزة في 14. يونيو 2010)
- إلسي هاينريش، متطوع كشاهد معاصر ويتذكر أهوال الاستبداد الاشتراكي القومي (تم منحه في 14. يونيو 2010)
- Sieglinde Knudsen، تعمل في مجال الأطفال والشباب والمرأة والأسرة في Uckermark منذ حوالي عقدين من الزمن. يونيو 2010)
- Erwin Kowalke، ملتزم بتغيير حياة عدد لا يحصى من ضحايا الحرب العالمية الثانية (تم منحه في 14. يونيو 2010)
- شارلوت كرول، متطوعة كشاهدة معاصرة وتتذكر أهوال الطغيان الاشتراكي القومي (تم منحها في 14. يونيو 2010)
- Henry Maske (مواليد 1964)، ملاكم محترف سابق، مبادرات في المجال الاجتماعي للأطفال والشباب (مُنحت في 14. يونيو 2010)
- Friedwart Neue، خدمات للحفاظ على المباني التاريخية والحفاظ على الجمال الطبيعي كرئيس لبلدية Raben ولاحقًا كموظف في سلطة بناء Niemegk (تم منحها في 14. يونيو 2010)
- ماريا بيتشوتكا، الرئيسة الفخرية للمنظمة الجامعة لجميع منظمات المهاجرين في ولاية براندنبورغ (تم منحها في 14. يونيو 2010)
- غونتر بيتزش، رجل أعمال (حصل على جائزة في 14. يونيو 2010)
- هربرت شنور (1927-2021)، محامي ووزير داخلية سابق في شمال الراين - وستفاليا (تم منحه في 14. يونيو 2010)
- إيفا ستريتماتر (1930-2011)، شاعر وكاتب (جائزة 6. كانون الأول (ديسمبر) 2010)
- Thomas Wernicke، باحث مساعد في House of Brandenburg-Prussian History Potsdam (مُنح في 14. يونيو 2010)

## 2011
- بيترا دام، رائدة أعمال في ويلداو (مُنحت في 10. يونيو 2011)
- إيكهارد فيشتمولر (تم منحه في 10. يونيو 2011)
- ثيا هودت (مُنحت في 10. يونيو 2011)
- هيلموت هوفمان، رجل أعمال (حصل على جائزة 10. يونيو 2011)
- وولفجانج كولهاسي (حصل على جائزة 10. يونيو 2011)
- أرنولد كوشنبيكر (حصل على جائزة 10. يونيو 2011)
- وارسلاو كونك، مدير الأوبرا في قصر شتشيتسين (تم منحه في 10. يونيو 2011)
- إديث لواك (مُنحت في 10. يونيو 2011)
- هاينز ماينتوك (تم منحه في 10. يونيو 2011)
- نورا نيز (تم منحها في 10. يونيو 2011)
- جيرارد بايبر (حصل على جائزة 10. يونيو 2011)
- أندرياس روده (تم منحه في 10. يونيو 2011)
- هانز أولريش شولتز (حصل على جائزة 10. يونيو 2011)
- راينهارد سيمون (حصل على جائزة 10. يونيو 2011)
- كارولا وولف (مُنحت في 10. يونيو 2011)

- سارة عتصمون (مواليد 1933)، إسرائيل (مُنحت في 1. مايو 2012)
- بيترا بروكنر، المتحدثة منذ فترة طويلة باسم المجلس الاستشاري للمدرسة الإقليمية (تم منحها في 13. يونيو 2012)
- أندرياس دريسن (مواليد 1963)، مخرج سينمائي (حصل على 13 جائزة. يونيو 2012)
- فيلاند فورستر (تم منحه في 13. يونيو 2012)
- هورست كراوس (مواليد 1941)، ممثل مسرحي وسينمائي (حصل على جائزة 13. يونيو 2012)
- إلين لوش، العضو المنتدب (مُنحت في 13. يونيو 2012)
- مارتن مارتيني (1942-2013)، أمين متحف Brandenburger Domstifts من 2007 إلى 2013 (تم منحه في 13. يونيو 2012)
- هورست موسولف (1928-2015)، رائد أعمال (تم منحه في 13. يونيو 2012)
- يورج مولر (مواليد 1964)، باني محطة توليد الكهرباء ومؤسس Enertrag AG (تم منحه في 13. يونيو 2012)
- إرنست أولريش نيومان (13. يونيو 2012)
- ماريك براودا، سفير جمهورية بولندا (13. يونيو 2012)
- رولاند روست (تم منحه في 13. يونيو 2012)
- ماريان سيبرت (13. يونيو 2012)
- أكسل والتر، مدير المصنع السابق لمصنع الألبان في Elsterwerda (تم منحه في 13. يونيو 2012)
- هانز ويلر (مواليد 1934)، أول رئيس جامعة فيادرينا الأوروبية (تم منحه في 12. يونيو 2012)
- Schlomo Wolkowicz (حصل على جائزة 1. مايو 2012)

## 2013
- Holger Bartsch (* 1941)، مدير مقاطعة Oberspreewald-Lausitz من 1994 إلى 2006 (تم منحه في 14. يونيو 2013)
- أنيت شالوت (مواليد 1924)، رئيسة لجنة رافينسبروك الدولية، فرنسا (مُنحت في 21. أبريل 2013)
- بيتر دريانزيغ (مواليد 1952)، رئيس غرفة الحرف اليدوية في كوتبوس (مُنحت في 14. يونيو 2013)
- Heidemarie Göbel، معلمة من Grünewald (تم منحها في 14. يونيو 2013)
- Simone Weber-Karpinski و Hendrik Karpinski (تم منحهما في 14. يونيو 2013)
- والتر كاسين، رئيس اتحاد برلين-براندنبورغ للكرنفال (تم منحه في 14. يونيو 2013)
- بيتر لانج، رجل أعمال (حصل على جائزة 14. يونيو 2013)
- كارل لاو، عمدة ميشرين (مُنح في 14. يونيو 2013)
- فيرنر مارتن (تم منحه في 14. يونيو 2013)
- هنري بوتاغ (تم منحه في 14. يونيو 2013)
- Hansjürgen Rosenbauer، مدير ORB (تم منحه في 14. يونيو 2013)
- بيرند سيجيرت (تم منحه في 14. يونيو 2013)
- ديتمار ووديكي، بحكم منصبه كرئيس للوزراء، فهو حائز على الأمر

## 2014
- إنجا كارينا أكرمان (13. يونيو 2014)
- روجر بوردج (تم منحه في 13. يونيو 2014)
- كونراد المير حرزيغ (13. يونيو 2014)
- بيرجيت فيشر (13. يونيو 2014)
- ولفرام هولسمان (تم منحه في 13. يونيو 2014)
- هورست يانيشن (تم منحه في 13. يونيو 2014)
- بيترا كروجر شومان (تم منحها في 13. يونيو 2014)
- إيدثا ومانفريد مودلاك (تم منحهما في 13. يونيو 2014)
- Anne Panek-Kusz (مُنحت في 13. يونيو 2014)
- هربرت ساندر (13. يونيو 2014)
- Heinz-Joachim Schmidtchen (تم منحه في 13. يونيو 2014)
- يوليوس سكويبس (تم منحه في 13. يونيو 2014)

## 2015
- كاتيا إبستين (مُنحت في 15. يونيو 2015)
- برنهارد جروس (15. يونيو 2015)
- وولفجانج هوبر (15. يونيو 2015)
- ويلفريد جانكي (15. يونيو 2015)
- توبياس مورجنسترن (15. يونيو 2015)
- دانوتا نواك (15. يونيو 2015)
- فريدريك روبريخت (15. يونيو 2015)
- جيسين شوان (15. يونيو 2015)
- إرهارد توماس (تم منحه في 15. يونيو 2015)
- Heiner van de Loo (تم منحه في 15. يونيو 2015)
- روني زيزمر (15. يونيو 2015)

## 2016
- هيلجا بريونينغر (مُنحت في 29. فبراير 2016)
- Heilgard Asmus (تم منحه في 13. يونيو 2016)
- Sibylle Badstübner-Gröger (مُنحت في 13. يونيو 2016)
- جان فون بيرغن (تم منحه في 13. يونيو 2016)
- كلاوس وينفريد بومر (13. يونيو 2016)
- Siegfried Jörg Fischer (تم منحه في 13. يونيو 2016)
- جيزيلا فريمارك (13. يونيو 2016)
- هانز بيتر فريمارك (تم منحه في 13. يونيو 2016)
- Sieglinde Heppener (مُنحت في 13. يونيو 2016)
- تورستن كارو (تم منحه في 13. يونيو 2016)
- ديتر كيستين (تم منحه في 13. يونيو 2016)
- ماريان ماتيرنا (تم منحها في 13. يونيو 2016)
- إرنا ميريك (13. يونيو 2016)
- غابرييل شنيل (13. يونيو 2016)
- رونالد راوهي (13. يونيو 2016)
- فرانك زاندر (تم منحه في 13. يونيو 2016)

## 2017
- وولف باور (15. يونيو 2017)
- كارين جينريتش (15. يونيو 2017)
- فرانسيس هيرمان (15. يونيو 2017)
- هيكو هوفت (15. يونيو 2017)
- غونتر كابلر (15. يونيو 2017)
- يوخن كوالسكي (15. يونيو 2017)
- إيرمجارد شنايدر (15. يونيو 2017)
- ماتياس تاتز (15. يونيو 2017)
- كارل هاينز تيبل (15. يونيو 2017)
- جيزيلا أبمير (15. يونيو 2017)
- Werner Upmeier (تم منحه في 15. يونيو 2017)
- هولجر واشسمان (15. يونيو 2017)
- رالف ويلك (15. يونيو 2017)
- أريان زيبل (15. يونيو 2017)
- سيلفيوس هيرمان غراف فون بوكلر (مُنح بعد وفاته في 29. مايو 2017) [1]

## 2018
- نيكولا جالينر (تم منحه في 13. يونيو 2018)
- هندريك هيشت (13. يونيو 2018)
- كارا هوبر كالدراك (مُنحت في 13. يونيو 2018)
- إديلبرت جاكوبيك (13. يونيو 2018)
- Dagmar von Kleist (تم منحه في 13. يونيو 2018)
- هاينز كليفينو (تم منحه في 13. يونيو 2018)
- غونتر مورش (تم منحه في 13. يونيو 2018)
- Ulrike Poppe (تم منحه في 13. يونيو 2018)
- مونيكا روث (13. يونيو 2018)
- سفين سيجر (تم منحه في 13. يونيو 2018)
- ينس سربسير (13. يونيو 2018)
- Heinz Dieter Strüwing (تم منحه في 13. يونيو 2018)
- هاينريش ثيرمان (تم منحه في 13. يونيو 2018)
- كاترين واجنر أوغستين (تم منحها في 13. يونيو 2018)
- مايكل ووبست (حصل على جائزة 2018)
- زوي شتاينتس (مُنح في مايو 2018)
- إيمي أربيل (مُنحت في مايو 2018)
- مايكل جولدمان-جلعاد (مُنح في مايو 2018)

## 2019
- سيباستيان بريندل (تم منحه في 22. تموز (يوليو) 2019)
- باربرا كليمبت (تم منحها في 22. تموز (يوليو) 2019)
- ماتي جيشونيك (حصل على جائزة 22. تموز (يوليو) 2019)
- مارجوت فرانك (جائزة 22. تموز (يوليو) 2019)
- هانز فيلهلم بلوم (حصل على جائزة 22. تموز (يوليو) 2019)
- ويسلاو جوم (تم منحه في 22. تموز (يوليو) 2019)
- هوارد غريفيث (حصل على جائزة 22. تموز (يوليو) 2019)
- Steffie Lamers (مُنحت في 22. تموز (يوليو) 2019)
- كارل ديتمار بلنتز (حصل على جائزة 22. تموز (يوليو) 2019)
- كريستينا ليمان (جائزة 22. تموز (يوليو) 2019)
- Goedele Matthysen (جائزة 22. تموز / يوليو ٢٠١٩، المقدّم بتاريخ ٢٨. أغسطس 2019)
- بيتر بينستمان (تم منحه في 22. تموز / يوليو ٢٠١٩، المقدّم بتاريخ ٢٨. أغسطس 2019)
- إرنست مينزل (تم منحه في 22. تموز (يوليو) 2019)
- مانفريد ميتزجر (تم منحه في 22. تموز (يوليو) 2019)
- راينر جلاتز (تم منحه في 22. تموز (يوليو) 2019)
- ألكسندر ترين (حصل على جائزة 22. تموز (يوليو) 2019)
- جورج شيفي (حصل على جائزة 16. سبتمبر 2019)

## 2020
- يورغن فوكس (تم منحه في 10. أكتوبر 2020)
- ريتا هايدمان (مُنحت في 10. أكتوبر 2020)
- كاترين هيلمسكروت (مُنحت في 10. أكتوبر 2020)
- والتر هومولكا (حصل على جائزة 10. أكتوبر 2020)
- فريدهيلم شاتز (تم منحه في 10. أكتوبر 2020)
- باربل شيندلر-سيفكو (مُنحت في 10. أكتوبر 2020)
- ماري كاثرين شومان (تم منحها في 10. أكتوبر 2020)
- أنيت ستانج (مُنحت في 10. أكتوبر 2020)
- Andrzej Łapinski
- ستيفن شرودر

## روابط أنترنت
بيانات صحفية من مستشارية ولاية براندنبورغ
- منح وسام ولاية براندنبورغ لأول مرة. الرابع عشر يونيو 2005
- مُنح وسام ولاية براندنبورغ رسميًا بمناسبة يوم الدستور. الرابع عشر يونيو 2006
- «تستحق وسام براندنبورغ بشكل خاص» - يمنح بلاتزيك وسام الاستحقاق من الدولة. الثالث عشر يونيو 2007 مع صور حفل توزيع الجوائز
- «المجتمع يعيش من التزام الفرد». يمنح بلاتزيك وسام الاستحقاق للبلاد. الثالث عشر يونيو 2008
- «أوسمة الاستحقاق هي مرآة للحياة المدنية النشطة». يمنح Platzeck أعلى جائزة في الولاية. الثاني عشر يونيو 2009
- 20 عامًا من الالتزام ببراندنبورغ - يمنح بلاتزيك أعلى جائزة في الولاية. الرابع عشر يونيو 2010
- يمنح بلاتزيك أعلى جائزة في الولاية. 10. يونيو 2011
- خدمات براندنبورغ - بلاتزيك يمنح أعلى جائزة في الولاية. الثالث عشر يونيو 2012
- «براندنبورغ تقف معًا» - منح بلاتزيك أعلى وسام وسام على مستوى الولاية - تم الكشف عن صورة ستولب. الرابع عشر يونيو 2013
- رائد في الديمقراطية الحيوية والمجتمع المدني - يمنح Woidke أعلى جائزة في البلاد. الثالث عشر يونيو 2014
- «قدوة للآخرين» - يمنح Woidke وسام الاستحقاق من براندنبورغ. 15 يونيو 2015
- يمنح Woidke وسام الاستحقاق براندنبورغ. الثالث عشر يونيو 2016
- «قدمت مساهمة لمجتمعنا» - قدم Woidke وسام الاستحقاق من الدولة في يوم الدستور. 15 يونيو 2017
- «الانخراط في مصلحة البشر» - يمنح Woidke ميداليات الدولة التقديرية للمواطنين الملتزمين. الثالث عشر يونيو 2018
- وسام الاستحقاق من ولاية براندنبورغ: يكرم Woidke الشخصيات الملتزمة بشكل خاص لإنجازاتهم وشغفهم مدى الحياة. 22 يوليو 2019
- أبطال براندنبورغ: يمنح Woidke 10 نساء ورجال وسام الاستحقاق للبلاد. 10. أكتوبر 2020